# 南沙虹灯鱼
南沙虹灯鱼（学名：Bolinichthys nanshanensis）为灯笼鱼科虹灯鱼属的鱼类。在中国，分布于南中国海等，垂直分布约975-0米。

## 扩展阅读
維基物種上的相關：南沙虹灯鱼